# Murgecko
Murgecko (Tarentola mauritanica) är en gråaktig till brunaktig 10–16 centimeter stor ödla vars naturliga utbredningsområde är omkring Medelhavet i södra Europa och norra Afrika. Murgeckon har även införts av människan till bland annat Kalifornien, USA.
Arten lever i låglandet och i bergstrakter upp till 2300 meter över havet.
Murgeckon anpassar sig bra till att leva i människans närhet och i bebyggda områden hittas den ofta på murar och väggar. I obebyggda områden lever den gärna i buskig och klippig terräng. Arten undviker skogar men den kan klättra i träd. Om den hotas av fara, till exempel en fågel eller katt, gömmer den sig i sprickor. 
Murgeckon är till sitt levnadssätt främst nattaktiv, men den kan ibland även ses på dagen, särskilt under dagar då temperaturen är lägre än normalt. Under vintermånaderna går individerna dock i dvala. Dess föda består huvudsakligen av insekter, bland annat nattfjärilar som den fångar genom att uppehålla sig i närheten av sådana artificiella ljuskällor som nattfjärilar dras till. 
Fortplantningen är ovipar och honorna lägger sina ägg i klippskrevor eller andra liknade utrymmen, såsom sprickor i murbruk eller sten. Per tillfälle läggs ett eller två ägg. Flera honor kan gömma sina ägg på samma ställe. Ungdjurens kön är beroende på temperaturen innan äggen kläcks.
Populationen i Egypten påverkas av djursamlare som säljer exemplaren som terrariedjur. Hela populationen bedöms som stabil. IUCN listar arten som livskraftig (LC).